# Alan Minda
Alan Steve Minda García (Esmeralda, 10 maart 2002) is een Ecuadoraans voetballer die sinds 2023 uitkomt voor Cercle Brugge.

## Clubcarrière

### Independiente del Valle
Minda ruilde als jonge tiener de jeugdopleiding van CD El Nacional voor die van CSD Independiente del Valle. In het seizoen 2020 maakte hij zijn opwachting bij het B-elftal van de club in de Campeonato Ecuatoriano de Fútbol Serie B. Op 22 mei 2021 maakte hij zijn officiële debuut in het eerste elftal van de club: in de competitiewedstrijd tegen Guayaquil City FC (3-0-winst) liet trainer Renato Paiva hem in de 76e minuut invallen.
Minda won met Independiente del Valle een aantal prijzen. In 2021 werd hij Ecuadoraans kampioen met de club. Op 1 oktober 2022 won hij met de club de Copa Sudamericana. Minda kwam niet in actie in de finale tegen São Paulo FC, maar viel eerder in het toernooi wel drie keer in. In de terugwedstrijd van de kwartfinale tegen Deportivo Táchira FC dwong hij een strafschop af, waarna Lorenzo Faravelli vanop de strafschopstip de 4-1-eindstand vastlegde. Op 8 november 2022 won hij met zijn club de Copa Ecuador. Ook hier kwam Minda niet in actie tijdens de finale, maar droeg hij wel eerder in het toernooi bij aan de eindzege. In de kwartfinalewedstrijd tegen Imbabura SC (1-3-winst) scoorde hij de 0-2, in de laatste wedstrijd van de halve finale – bestaande uit zes groepswedstrijden – leverde hij in de 0-2-zege tegen zijn ex-club CD El Nacional de assist voor de 0-2 af (zijn schot op doel werd gestopt door de doelman, waarna Jonathan Bauman in de rebound scoorde).
-Ook in 2023 won Minda twee prijzen met Independiente del Valle. Op 11 februari 2023 won hij de Supercopa Ecuador tegen landskampioen SD Aucas. Minda kwam in deze wedstrijd niet in actie. Op 28 februari 2023 sleepte hij met Independiente del Valle ook de Recopa Sudamericana, de supercup tussen de winnaar van de CONMEBOL Libertadores en de CONMEBOL Sudamericana. Zowel Independiente del Valle als CR Flamengo wonnen hun thuiswedstrijd met 1-0, waarna de Ecuadoranen via de strafschoppenserie de maat namen van de Brazilianen. Minda kwam enkel in de heenwedstrijd in actie, weliswaar pas na een invalbeurt in de 84e minuut.

### Cercle Brugge
In juli 2023 ondertekende Minda een vijfjarig contract bij de Belgische eersteklasser Cercle Brugge.

## Interlandcarrière
Minda nam in het voorjaar van 2023 met Ecuador -20 deel aan het Zuid-Amerikaans kampioenschap voetbal onder 20 in Colombia. Ecuador eindigde er vierde en plaatste zich zo voor het WK onder 20 in Argentinië later dat jaar. Op dat WK was hij basisspeler in de eerste groepswedstrijd tegen de Verenigde Staten (1-0-verlies) en was hij invaller in de derde groepswedstrijd tegen Fiji (9-0-winst) en de achtstefinalewedstrijd tegen Zuid-Korea (2-3-verlies). In de 9-0-zege tegen Fiji was Minda goed voor twee goals en twee assists.